# Thure Brandrup-Wognsen
Thure Brandrup-Wognsen, född 2 november 1899, död 1 januari 1976, var en svensk tandläkare.
Brandrup-Wognsen avlade tandläkarexamen i Stockholm 1921 och innehade olika förordnanden som lärare vid Tandläkarinstitutet 1923-1925 och var därefter praktiserande tandläkare i Stockholm. Brandrup-Wognesen tillhörde 1924-1931 redaktionen för Svensk tandläkaretidskrift och var från 1945 ordförande i Svenska tandläkaresällskapet. På sällskapet utarbetade Brandrup-Wognsen till dess 75-årsjubileum 21 november 1935 Svenska tandläkare-sällskapets historia (1935).